# REC 2
REC 2 är en spansk skräckfilm regisserad av Jaume Balagueró  och Paco Plaza. Filmen är en uppföljare för skräckfilmen REC från 2007.

## Handling
Handlingen tas direkt upp efter den första filmen. En läkare och ett SWAT-team utrustat med videokameror skickas till den spärrade lägenheten för att kontrollera situationen.

## Om filmen
- Pablo Rosso som spelade Pablo (kameramannen) i REC spelar en SWAT-polis vid namn Rosso (kameramannen) i den här filmen.
- Den 3 maj 2010 rapporterade regissörerna Jaume Balagueró och Paco Plaza att två till REC-filmer är på väg. En prequel vid namn REC: Genesis som kommer att utspela sig innan de två första kommer att släppas på biograferna i slutet av 2011. Och en annan vid namn REC: Apocalypse vilket är en direkt uppföljare till REC 2. och kommer att släppas i slutet av 2012.

## Rollista
| Óscar Zafra        | – Jefe         |
| Jonathan Mellor    | – Dr. Owen     |
| Ariel Casas        | – Larra        |
| Alejandro Casaseca | – Martos       |
| Pablo Rosso        | – Rosso        |
| Manuela Velasco    | – Ángela Vidal |
| Ferran Terraza     | – Manu         |